# Abdul Latif Mir
Abdul Latif Mir (1916.) bivši je pakistanski hokejaš na travi.
Nastupio je na hokejaškom turniru na Olimpijskim igrama 1952. u Helsinkiju je igrao za Pakistan, koji je osvojio 4. mjesto. Bio je najstariji pakistanski igrač na turniru s 36 godina.

## Vanjske poveznice
- Profil na Sports Reference.com  Arhivirana inačica izvorne stranice od 31. kolovoza 2009. (Wayback Machine)